# 上坂すみれの♡（はーと）をつければかわいかろう
上坂すみれの♡（はーと）をつければかわいかろう（うえさかすみれのはーとをつければかわいかろう）は、かつて上坂すみれがパーソナリティを務めていたラジオ番組である。

## 概要
2016年4月から文化放送などで放送を開始。上坂が単独でパーソナリティを務めるのは、同局のアニラジ専門インターネットラジオ・超!A&G+で2015年9月まで放送された『A&G NEXT GENERATION Lady Go!!』月曜担当以来となった。
2021年2月27日の放送で、同年3月27日の放送をもって終了することが発表され、番組は5年の歴史に幕を降ろした。
番組の収録は東京・浜松町の同局で行われていた。

## 放送時間
| 放送期間                     | 放送時間                     | 放送局   | 対象地域   | 備考     |
| ---------------------------- | ---------------------------- | -------- | ---------- | -------- |
| 2016年4月2日 - 2021年3月27日 | 日曜 0:00 - 0:30（土曜深夜） | 文化放送 | 関東広域圏 | [ 注 2 ] |

### 過去のネット局
| 放送期間                     | 放送時間                     | 放送局         | 対象地域   |
| ---------------------------- | ---------------------------- | -------------- | ---------- |
| 2016年4月2日 - 2019年3月30日 | 日曜 1:30 - 2:00（土曜深夜） | 朝日放送ラジオ | 近畿広域圏 |
| 2016年4月3日 - 2019年3月31日 | 日曜 22:30 - 23:00           | 東海ラジオ     | 中京広域圏 |
|                              | 月曜 1:00 - 1:30（日曜深夜） | STVラジオ      | 北海道     |
| 2016年4月4日 - 2019年3月25日 | 火曜 0:30 - 1:00（月曜深夜） | 九州朝日放送   | 福岡県     |

文化放送における同時間帯（日曜0:00〜0:30枠）の前番組であった「田村ゆかりのいたずら黒うさぎ」のネット局（番組終了時）のうち、ラジオ福島を除くNRNの4局（朝日放送ラジオ、東海ラジオ、九州朝日放送、STVラジオ）で引き続きネット放送されていた。しかし、2019年4月の改編にて各ネット局での放送は打ち切りとなり、文化放送のみのローカル番組となった。

## 番組構成
挨拶は、オープニングでは「ズドラーストヴィーチェ（露: Здравствуйте）」、エンディングでは「ダスヴィダーニャ（露: До свидания）」を使用している。

### 放送終了時点のコーナー
- ゲットワイルド
  - 「噂によると上坂さんは〇〇なんですよね」というフリに上坂が乗っかっていくコーナー。

- おい！中川！
  - 海原雄山と山岡士郎の間で板挟みに遭いながらも決して挫けない美食倶楽部の料理人中川主任のような強い人になってもらうために、あえて没になったメールその名も「至高のメニュー」を紹介するコーナー。内容は陳宮とほぼ同様となっている。不定期に「毒酒」名義で放送される場合がある。

- 今週のワンコーラス
  - 上坂が独断で選曲した曲を、スポンサーの意向もあってワンコーラス少々だけ流すコーナー。たまにリスナーからのリクエストに答える時がある。

- キミマティア
  - 上坂が独断で選曲した曲を流しながら手紙を読むことで、それなりに聞こえるかを実証していくというコーナー。コーナーの名称は「阿澄佳奈のキミまち!」が由来。

### 過去のコーナー
- お近づきになりたいっ♡（第1回 - 第56回）
  - 上坂が「お近づきになりたい人物」を選び、その方法をリスナーから募集するコーナー。

- 闇るるぶ（第59回 - ）
  - 「お近づきになりたいっ♡」の後続のコーナー。上坂が地名を指定して、その土地に行ったらどんなことになるかをリスナーから募集する。旅行ガイドブック「るるぶ」が「見る」「食べる」「遊ぶ」をキーワードとしているのに対して、闇るるぶでは「知る」「弄る」「弄ぶ」をキーワードとしているとの事（第59回放送分より）。

- ♡（はーと）の懺悔室（第1回 - ）
  - リスナーから「心から懺悔したいこと」を募集するコーナー。

- 陳宮（第43回 - ）
  - 呂布に策を没にされ続けた陳宮のような強く挫けない心を同志に身に着けさせるためにあえて没になったメールを紹介する。作家に没にされたメールは自動的にこのコーナー送りにされるため募集はしていない。

### ジングル
- オープニングトーク後のCM明けとコーナー前の計二回、それぞれ別の音源で番組独自で制作されたものを流している。なお、その音源は放送当初から同じものを使用している。

### テーマソング
オープニング
予感 / 上坂すみれ（第1回 - 第13回）
♡（はーと）をつければかわいかろう / 上坂すみれ（第14回 - ）
エンディング
繋がれ人、酔い痴れ人。  / 上坂すみれ

## ゲスト
| 回      | 放送日         | ゲスト名                       |
| ------- | -------------- | ------------------------------ |
| 第17回  | 2016年07月24日 | 水樹奈々                       |
| 第18回  | 2016年07月31日 | TECHNOBOYS PULCRAFT GREEN-FUND |
| 第27回  | 2016年10月02日 | ザ・プーチンズ                 |
| 第32回  | 2016年11月06日 | 水瀬いのり                     |
| 第65回  | 2017年06月25日 | 内田真礼                       |
| 第66回  | 2017年07月02日 | angela                         |
| 第84回  | 2017年11月04日 | ORESAMA                        |
| 第102回 | 2018年03月10日 | 小倉唯                         |
| 第106回 | 2018年04月07日 | 林原めぐみ                     |
| 第124回 | 2018年08月11日 | 水瀬いのり                     |
| 第203回 | 2020年02月16日 | 小倉唯                         |

## その他
2024年7月24日に上坂すみれのベストアルバム『SUMIRE CATALOG』の発売を記念して、7月28日よりSpotifyポッドキャストにて、『復刻版「上坂すみれの♡をつければかわいかろう」』の配信を行っている。